# Petz Kolophonium
Die Firma Petz Kolophonium ist ein österreichisches Unternehmen, das Kolophone und Reinigungsöle für Streichinstrumente herstellt.
Gegründet wurde Petz Kolophonium im Jahr 1912 von Ernst Petzka in Wien. Petzka war selbst Musiker und fand nach langen Versuchen eine gelungene Rezeptur für sein Kolophonium. Die Anerkennung für sein Geigenharz durch internationale Musikerkollegen spornte ihn dazu an, es in größerer Stückzahl zu produzieren und weltweit anzubieten.
Sein Sohn übernahm die Firma, leitete sie bis Ende der 70er Jahre und übergab sie schließlich einem langjährigen Mitarbeiter.
Derzeit liegt die Produktion in den Händen von Elisabeth Kögl, während ihr Mann Rudolf Kögl die kaufmännische Leitung übernommen hat.